# أولورو
اولورو Uluṟu هو تكوين صخري يقع في الجزء الجنوبي من الإقليم الشماليفي وسط أستراليا على بعد 450 كم تقريباً، جنوب غربي أليس سبرينجز. وهي بقايا معزولة بعد التأكل البطيء لسلسلة الجبال الأصلية، تشكل وحدة متراصة من حبيبات «اركوس» وهي نوع من الحجر الرملي. أولورو مدرج على قائمة مواقع التراث العالمي. ارتفاعها يصل إلى 335م من بين سهول الكثبان الرملية. وترتفع ما يقرب من 876م، فوق سطح البحر. ويبلغ طول الصخرة أكثر من 2,4كم، وعرضها 1,6كم، ويبلغ محيط قاعدتها 8كم.
يتغير لون أولورو حسب الاوقات المختلفة من اليوم والسنة، خاصة مع غروب الشمس، وعلى الرغم من هطول الأمطار النادر في هذه المنطقة شبه القاحلة تكتسب الصخور خلال الأمطار اللونين الفضي والرمادي.
«اولورو» هي «جزيرة جبلية»، 

## الجغرافيا
تتألف صخرة آيرز من طبقات كثيفة شديدة الانحدار من الأركوز (وهو صخر رملي يحتوي على كميات كبيرة من سليكات الألومنيوم) تعود إلى العصر الكمبري. وتقع صخرة مشابهة على عمق ضئيل تحت السهل الرملي المحيط بصخرة آيرز. وقد بدأت التعرية التي كونت صخرة آيرز على الأرجح في العصر الطباشيري.

## التاريخ
الاسم الذي أطلقه سكان البلاد الأصليون على صخرة آيرز هو أولورو بمعنى الحصاة الكبيرة. وزيّن السكان الأصليون الكهوف الموجودة في الصخرة بالرسوم. وقد شاهد المكتشف إيرنست جايلز هذه الصخرة سنة 1872م، وزارها مكتشف آخر، هو وليم جوس في عام 1878م، وسماها باسم السير هنري آيرز، الذي كان في ذلك الحين رئيس وزراء أستراليا الجنوبية.
وقد أعيدت الأرض التي تقع عليها صخرة آيرز إلى أصحابها من السكان الأصليين، وهم شعب الموتيجولا في سنة 1985م، ومن ثَمَّ سُلّم السكان الأصليون إدارة حديقة أولورو الوطنية إلى الحكومة الأسترالية الاتحادية بموجب عقد إيجار لمدة 99 عامًا.

## معرض صور

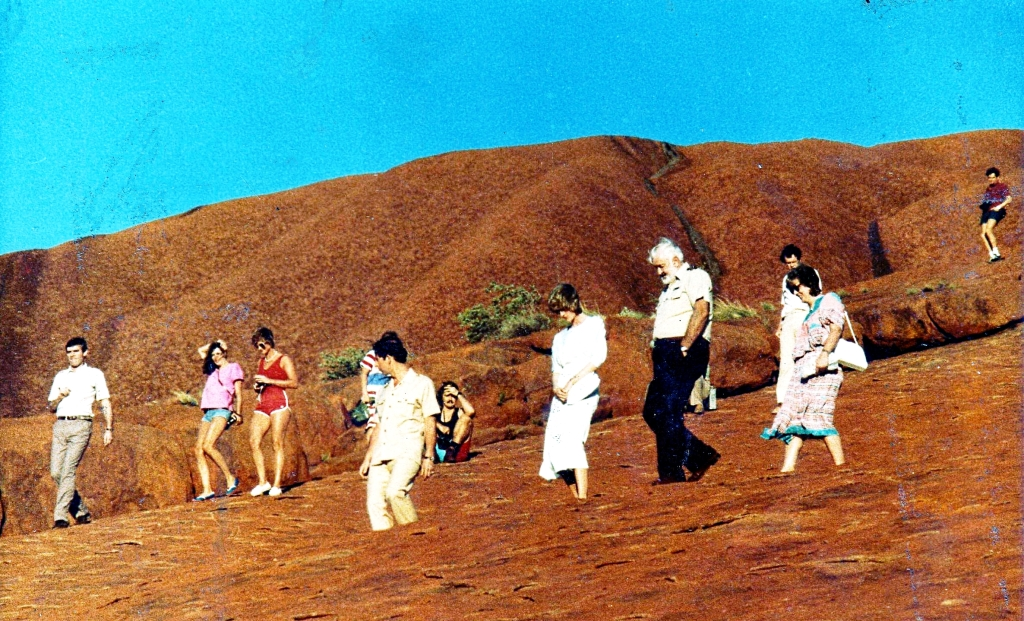
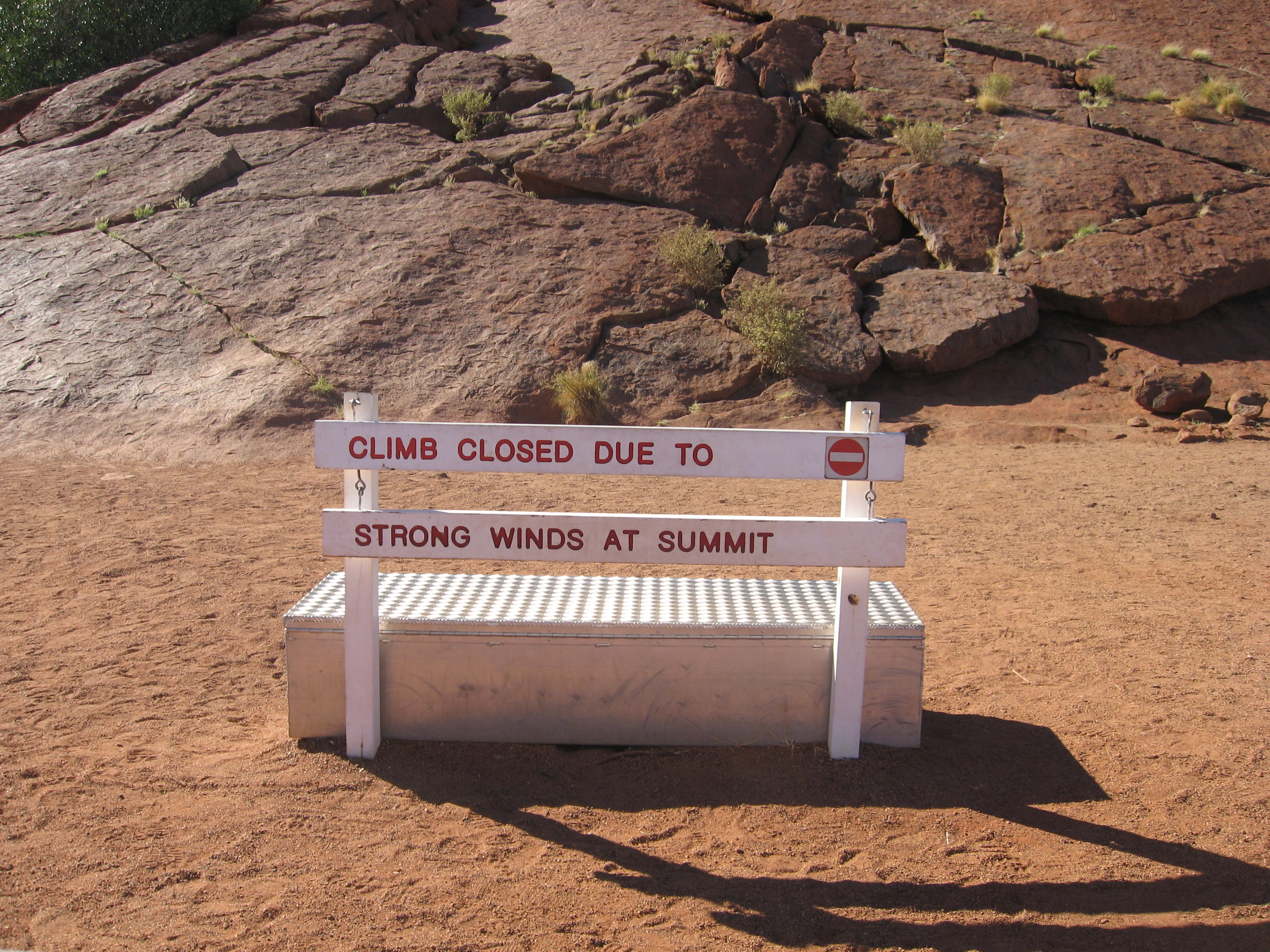
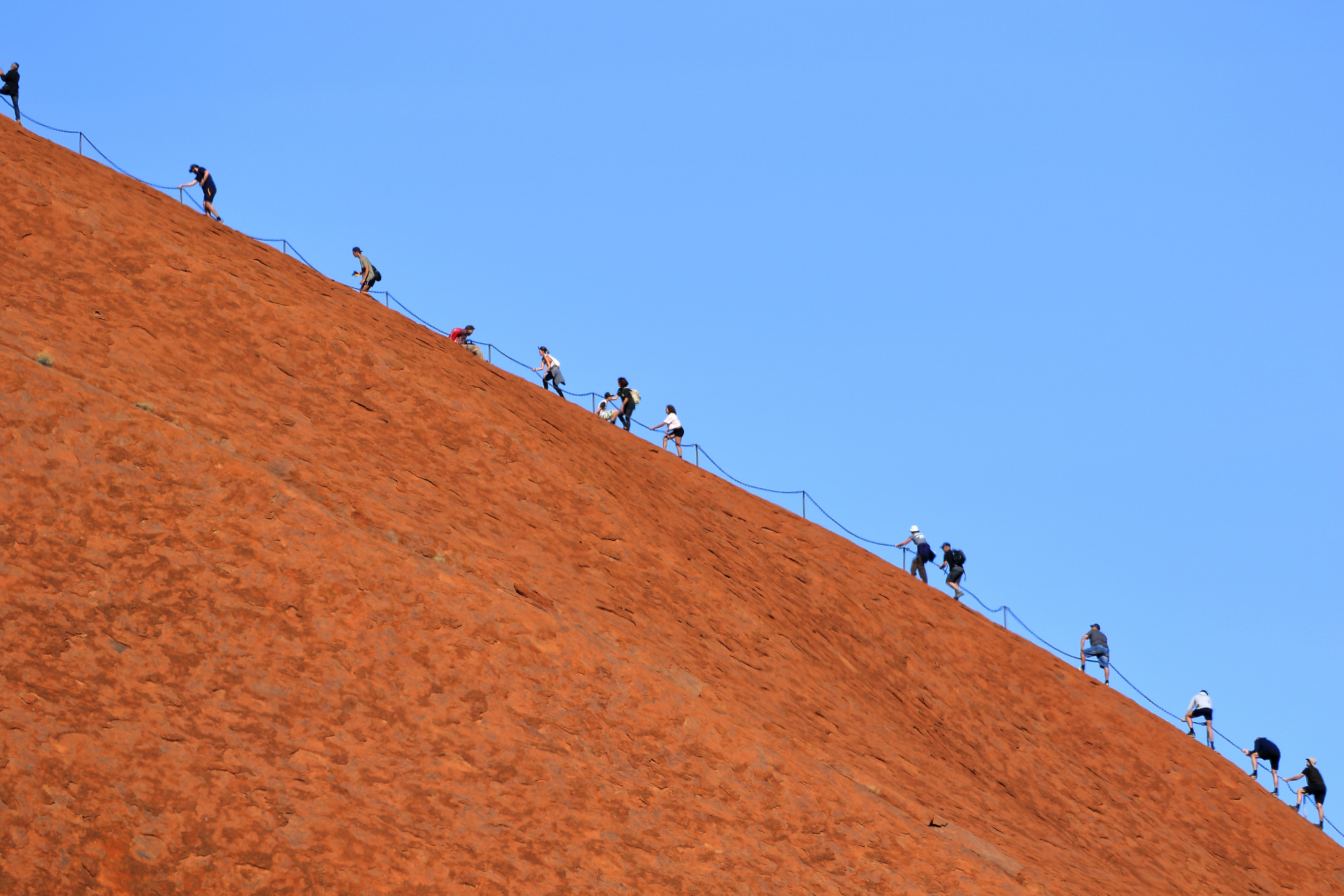

## تكوين الجسم الصخري

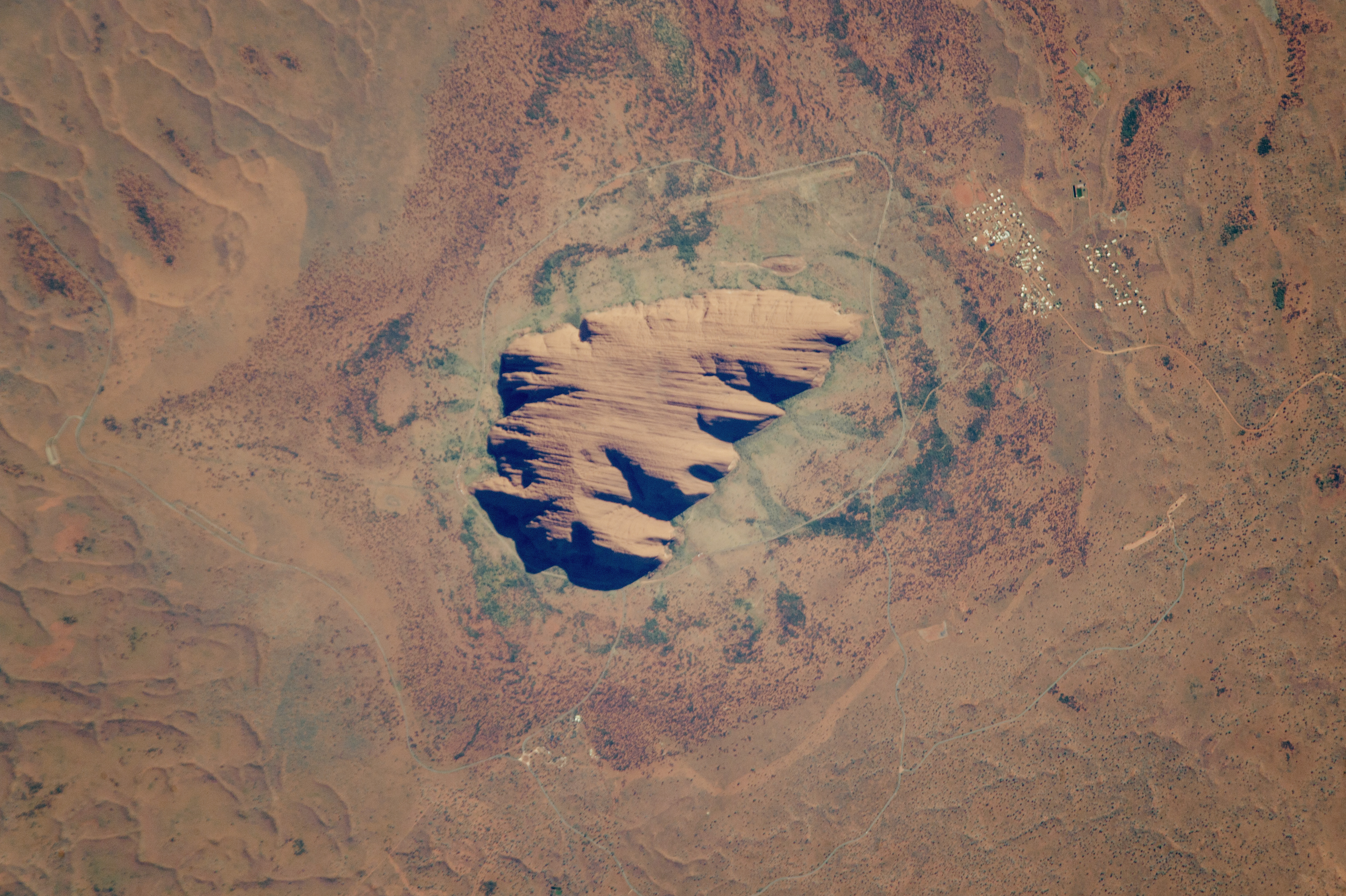
منظر أولورو من محطة الفضاء الدولية

قبل نحو 550 نليون سنة لم تكن في ذلك الوقت هناك حياة "متقدمة" على الأرض الجافة. لذلك فإن المناظر الطبيعية الجبلية التي تشكلت أثناء تكون جبال بيترمان لم تكن محمية من التآكل بواسطة غطاء نباتي. وخاصة خلال هطول الأمطار الغزيرة، تم غسل الكثير من الحطام الجوي من الجبال وترسبت عند سفح السلاسل الجبلية في شكل مراوح طميية. يعود تاريخ الصخور التي تشكل أولورو وكاتا تجوتا إلى هذه الرواسب المروحية الرسوبية في مطلع العصر النيوبروتيروزوي إلى العصر الكمبري، منذ حوالي 550 مليون سنة. وصلت المراوح الطميية إلى سمك رواسب يصل إلى 2500 متر على الأقل. تشكلت أولورو في وقت لاحق من جزء من هذه المروحة الطميية. كان هذا الجزء يتكون في الأصل بشكل أساسي من رمال ذات حبيبات خشنة تحتوي على الفلسبار. كانت الطبقات التي تتكون منها كاتا تجوتا ذات حبيبات أكثر خشونة وكانت في الأصل تتوافق أكثر مع رواسب الحصى.
منذ 500 مليون سنة، عند التحول من العصر الكمبري إلى العصر الأوردوفيشي، تعرضت الجبال لتآكل كبير وغرقت المنطقة مرة أخرى تحت مستوى سطح البحر. كانت الرواسب المروحية الطميية مغطاة بالرمال والطين والحيوانات البحرية الميتة. أدى الحمل الزائد لهذه الطبقات الرسوبية الأحدث والتصلب التشخيصي إلى تصلب الرمال الحاملة للفلسبار في شكل أركوز والحصى في شكل تكتل. تُسمى هذه الطبقات الآن موتيجولو أركوس أو تكتلات جبل كوري.
بين 400 و300 مليون سنة مضت، في العصر الديفوني، تراجع البحر مرة أخرى لأن قشرة الأرض في المنطقة كانت منضغطة مرة أخرى وبالتالي مطوية ومرتفعة. يُطلق على هذا الحدث اسم "تكون جبال أليس سبرينغز". كما تعرضت تكتلات موتيتجولو أركوس وجبل كوري لهذا الانهيار.

## تشكل إنسلبرغ
شهدت جبال أليس سبرينغز نهاية التاريخ الرسوبي لحوض أماديوس. ومنذ ذلك الحين، غلبت التعرية على الترسيب في المنطقة. قبل 65 مليون سنة فقط، عند منعطف العصر الطباشيري إلى العصر الثالوثي ، عادت المنطقة إلى الانحسار الطفيف، مشكّلةً أرضًا منخفضة واسعة تراكمت فيها الرواسب النهرية والطمية. سمح المناخ الدافئ والرطب في ذلك الوقت بازدهار غابات ومستنقعات شاسعة، موثقة اليوم على شكل طبقات من الفحم.
كانت المناطق التي تقع فيها أولورو وكاتا تجوتا اليوم على ارتفاعات أعلى، وبالتالي لا تزال عرضة للتعرية، مما أدى إلأى انفصال الكتلتين الصخريتين عن الصخور المحيطة. أصبح المناخ أكثر جفافًا على مدى الخمسمائة ألف سنة الماضية، ورسبت الرياح طبقة رقيقة من الرمال فوق المنطقة بأكملها. تنكشف اليوم منطقة من هضبة موتيتجولو في أولورو، والتي شهدت ارتفاعًا مائلا 85 درجة خلال تكون جبال أليس سبرينغز. لذا تكاد الطبقات أن تكون عمودية هناك. تميل تكتلات كاتا تجوتا بمقدار 15 درجة إلى 20 درجة فقط عن المستوى الأفقي. يقع امتداد الطبقات في أولورو في اتجاه الشمال الغربي والجنوب الشرقي.

## السياحة

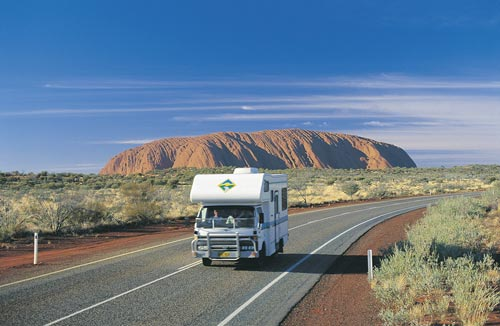
يؤدي طريق لاسيتر أيضًا إلى كاتا تجوتا، مع ظهور أولورو في الخلفية

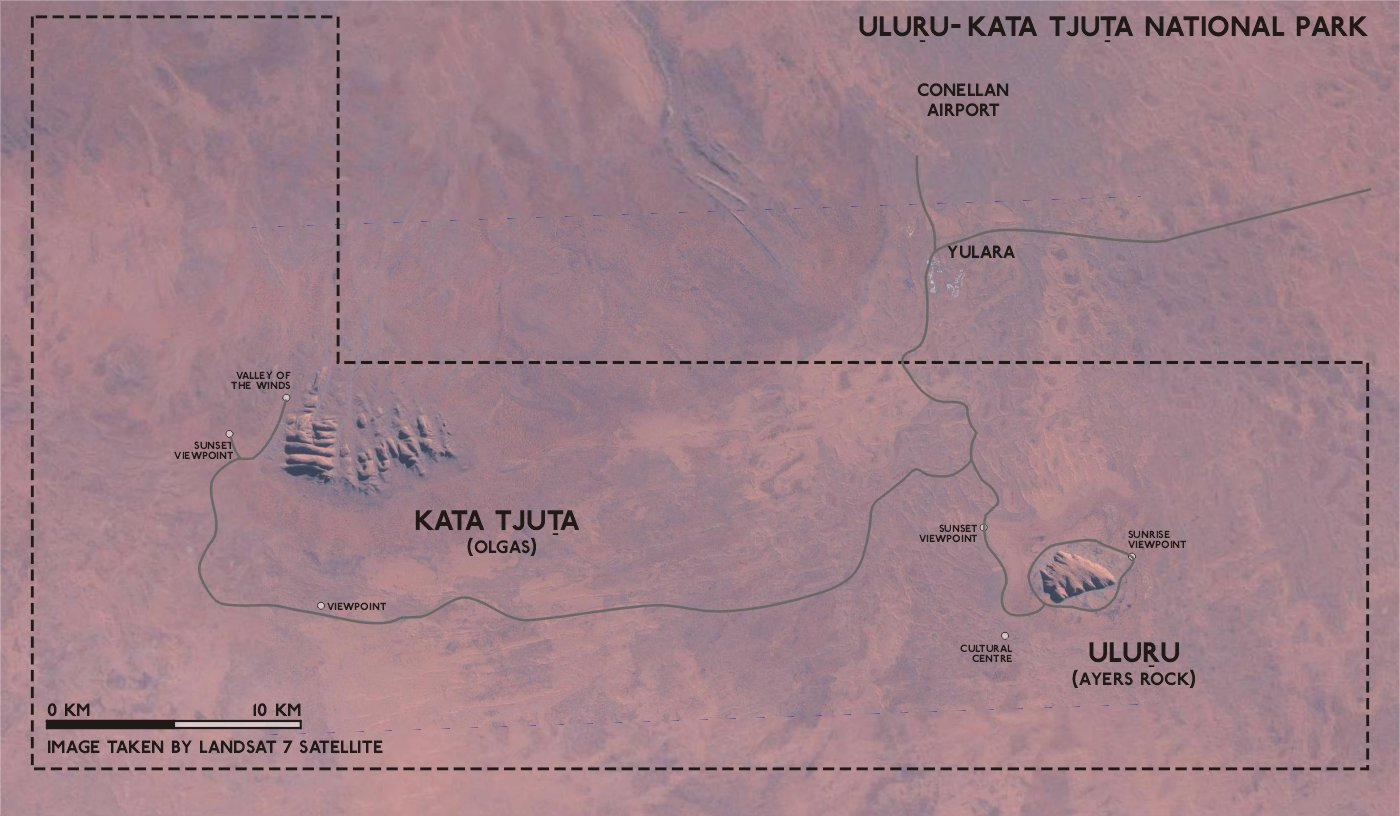
خريطة منتزه أولورو-كاتا تجوتا الوطني

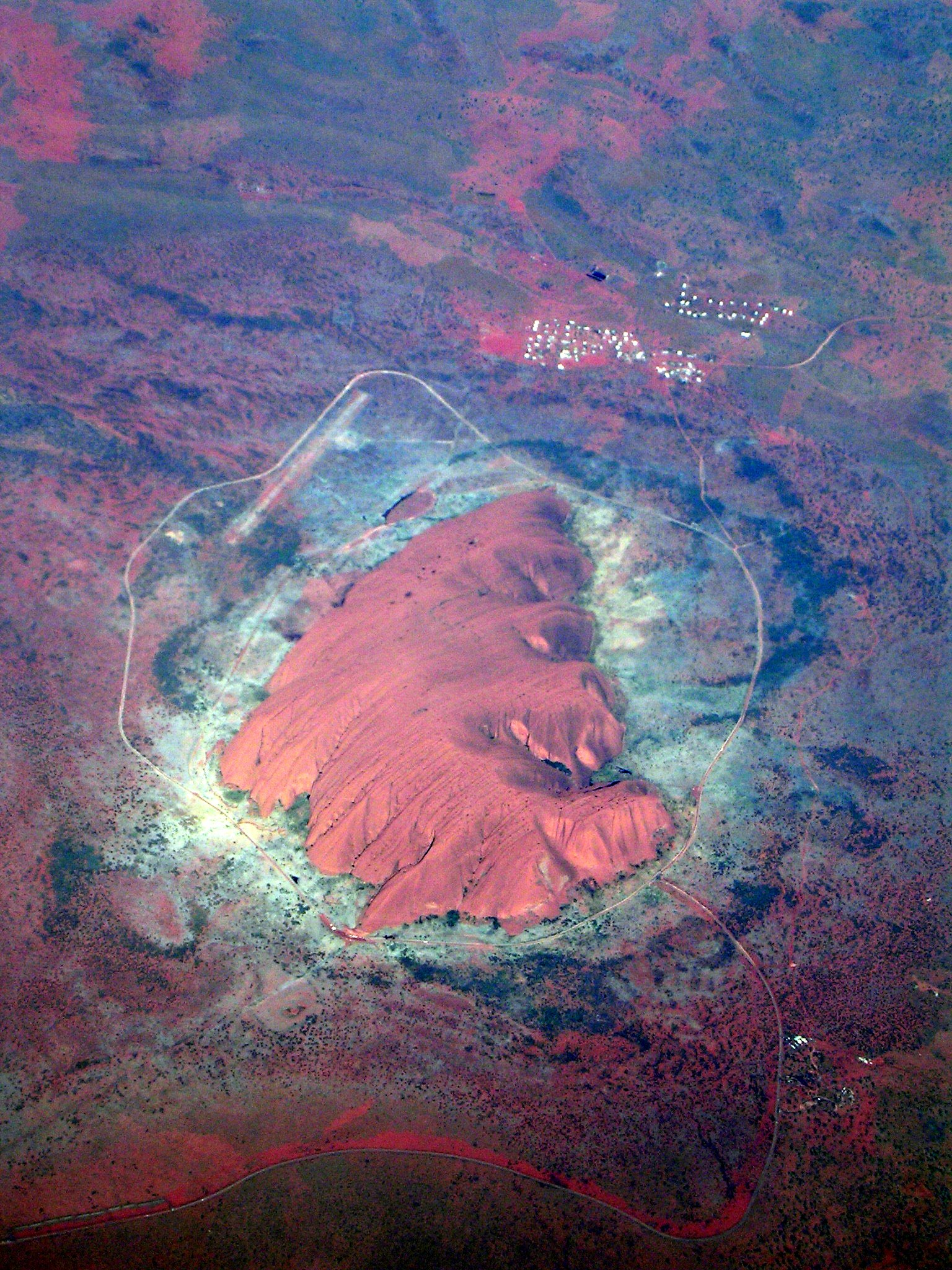
صورة جوية عالية التباين لأولورو من الغرب، تُظهر مسارات مشي واضحة

يمكن التجول حول أولورو عبر مسار مُعلّم، مع لوحات في مواقع رئيسية تشرح أسطورة الجبل. يمكن بدء الرحلة من موقفي سيارات مالا أو كونيجا، أو الوصول إليها من المركز الثقافي على طول ممشى ليرو (4 كم) إلى ممشى مالا. من موقف سيارات مالا، يُمكن الالتفاف حول جبل أولورو - عادةً باتجاه عقارب الساعة: يمر المسار عبر ممشى مالا ومضيق كانتجو (بطول كيلومترين)، والممشى الأساسي (بطول 10.5 كيلومتر)، وممشى كونيجا (4 كيلومترات)، وممشى لونغكاتا (4 كيلومترات). تتوفر مياه الشرب في نقطتين فقط على طول المسار: عند موقف سيارات مالا وعند كونجيا بيتي، حيث يلتقي الممشى الأساسي بممشى كونجيا. يُنصح بشدة بالتزود بالماء لشدة جفاف المنطقة . تُقام مسيرتان يوميًا بقيادة حراس على ممشى مالا (من أكتوبر إلى أبريل الساعة 8:00 صباحًا، ومن مايو إلى سبتمبر الساعة 10:00 صباحًا)، بدءًا من لافتة ممشى مالا.
يضم المنتزه مركزًا ثقافيًا يديره شعب أنانغو. يُقدم المركز معلومات عن أسطورة الجبل، وعصر الأحلام، والعادات الاجتماعية لقبيلتهم (تجوكوربا). كما تُعرض أيضًا فنون وحرف يدوية تقليدية للسكان الأصليين يمكن شراؤها.
كان تسلق أولورو مسموحًا به حتى أكتوبر/تشرين الأول 2019 على مسار مُعلّم مُجهّز بدرابزين، يبدأ من الطرف الغربي للجبل. إلا أن شعب أنانغو لم يُشجّع على ذلك، مُبرّرين ذلك بحزنهم العميق لوفاة بعض الزوار نتيجة الإجهاد الشديد أو السقوط من على الجبل الذي يعتبرونه مقدسًا. حتى تم إغلاق طريق التسلق ، كان هناك 37 حالة وفاة. لأسباب تتعلق بالسلامة، تم إغلاق التسلق بالفعل من نصف ساعة بعد غروب الشمس إلى نصف ساعة قبل شروق الشمس. بالإضافة إلى ذلك، قد يُغلق المسار خلال وقت قصير في حالات:
- توقع هطول أمطار أو عواصف خلال الساعات الثلاث القادمة،
- وصول سرعة الرياح إلى 25 عقدة على ارتفاع 2500 قدم (762 مترًا)،
- توقع أو استمرار درجات حرارة قصوى تبلغ 36 درجة مئوية أو أكثر،
- بدء تشكل السحب أسفل القمة،
- بدء عمليات إنقاذ،
- إقامة مراسم أنانغو التقليدية.

## وصلات خارجية
- أولورو -- الحديقة الوطنية كاتا تجوتا - وزارة البيئة والموارد المائية الأسترالية
- الموقع الرسمي للسياحة في الإقليم الشمالي